# 恭愍王陵
恭愍王陵（きょうびんおうりょう、コンミンワンヌン）は開城特別市解線里にある鳳鳴山の舞仙峰中腹に位置する2基の墓で、西側は高麗31代恭愍王の墓である玄陵であり、東側は王妃魯国公主の墓である正陵である。
恭愍王陵は高麗王陵の中でも最も保存状態が良好で、築造方法でも高麗末王陵の完成した形式と評価される。 繊細で多様な石造物を持ち、朝鮮王陵の基本となる陵とも考えられている。

## 歴史
『高麗史』によると、恭愍王は1365年、王妃の魯国大蔵王女が難産で亡くなると、悲しみに耐えられず忠烈王妃である荘穆王后の高陵にならって、それよりさらに華やかに9年間本人が直接うけおって貞陵を作った。 また、翌年の1366年、貞陵と並んで寿陵である玄陵を作ったと記録されている。
恭愍王陵は日露戦争の時期に日本によって盗掘されたと伝えられている。 日本の盗掘団は陵の後方を爆破して盗掘を敢行したが、破壊された陵は解放後、北朝鮮政権によってセメントで修理された状態だ。
恭愍王陵は、北朝鮮政権樹立当時から重要な文化財だった。 北朝鮮最高指導者の公民王陵に対する現地指導が持続的に行われるなど、たゆまぬ関心と管理があった。 このような努力は公民王陵が含まれた「開城の歴史的建造物群と遺跡郡」の2013年ユネスコ世界遺産登録に繋がった。

## 特徴
この陵の建築と設計は当時の高麗の数学、天文地理、石造建築物、造形芸術の集大成である。高麗時代に宮殿·墓などの建築物を雄大に見せるため建築区画を複数の層段に配置した手法を導入し、一番上に墳丘を置いてその下に複数の層段を構成しながら彫刻と施設を適切に配置することで荘厳な雰囲気を出している。
双墳の正陵と玄陵の墳丘の高さは約650cm、直径は約1300cmである。 墳丘の下側には12面の屏風石が位置しているが、その上下に多様な種類の石材を配置して屏風石を固定している。
恭愍王と魯国公主が祀られた墓室は墳丘に合わせて別途に作られている。 その二つの墓室の中心部には, 墓室を内部で一つに結ぶ管路が存在する。